# موزه بارنوم

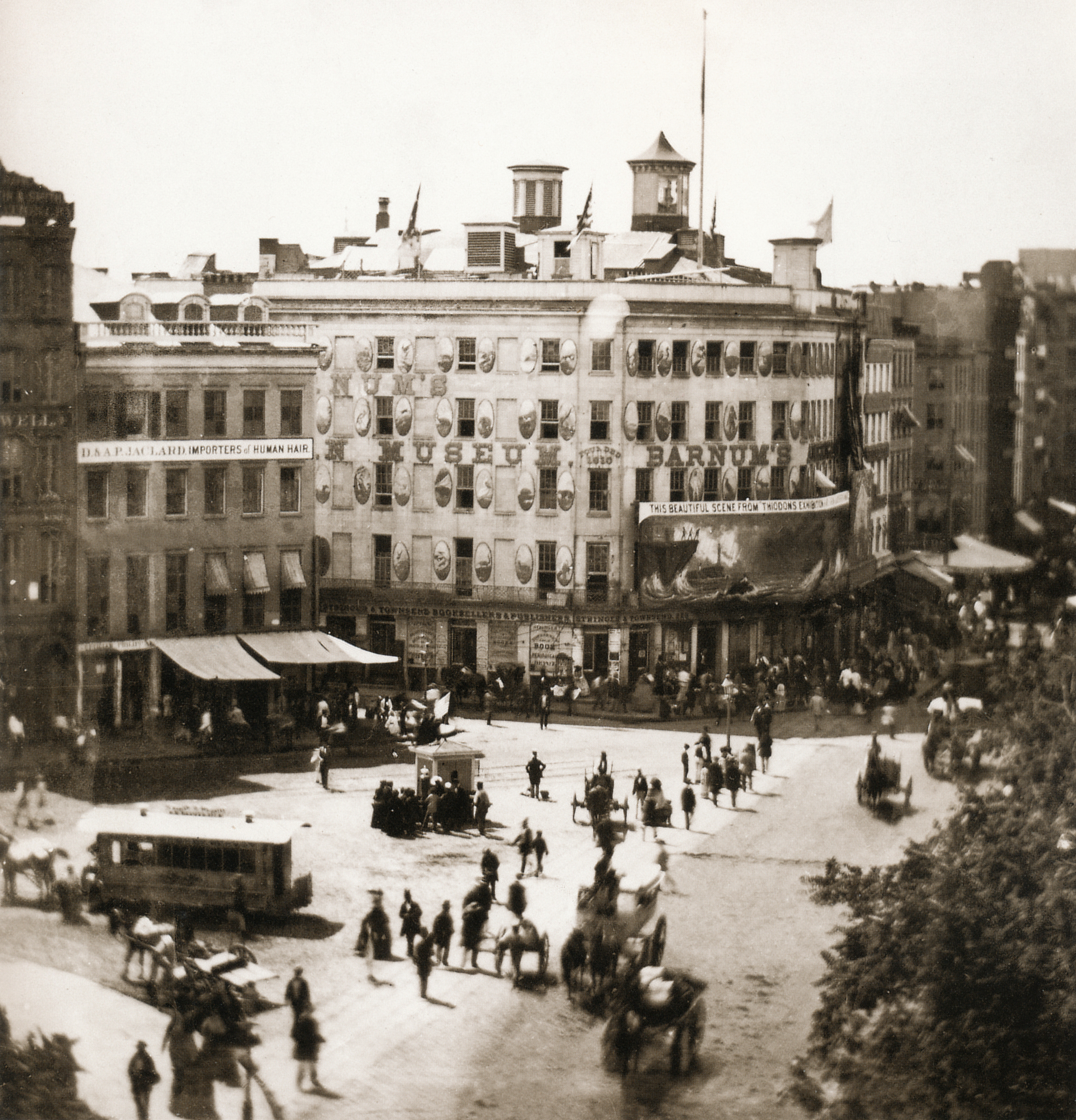
موزهٔ بارنوم در سال ۱۸۵۸

موزهٔ بارنوم یا موزهٔ آمریکایی بارنوم (Barnum's American Museum) موزه ای بود که در سال‌های ۱۸۴۱ تا ۱۸۶۵ نبش خیابان برادوی و خیابان اَن در نیویورک قرار داشت. این موزه نخست موزهٔ اسکادر بود که توسط فینیاس تیلور بارنوم خریداری شد و نامش به موزهٔ بارنوم تغییر کرد. در این موزه نمایش‌های عجیب و آموزشی ارائه می‌شد.
موزهٔ بارنوم در سال ۱۸۶۵ به‌طور کامل سوخت. در سال ۲۰۰۰ این موزه به صورت مجازی بازسازی شد.